# Rostvingad timalia
Rostvingad timalia (Schoeniparus castaneceps) är en asiatisk fågel i familjen marktimalior inom ordningen tättingar.

## Utseende och läte
Rostvingad timalia är en mycket liten (10-13 cm) liten olivbrun och vitaktig marktimalia. På huvudet syns en blekstrimmig mörkt kastanjefärgad hjässa, ett vitt ögonbrynsstreck, ett svart ögonstreck och vit kind med antydan till mörkt mustaschstreck. På vingarna syns en svart- och orangefärgad vingpanel.

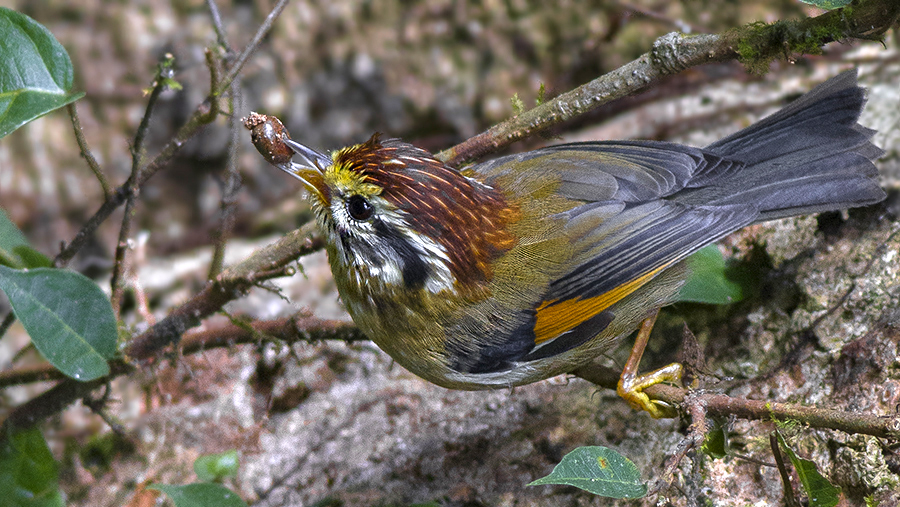

Bland lätena hörs olika tjippande, drillande och skallrande ljud. Sången återges i engelsk litteratur som ett ljust "wee-chee-chee-wee-chee".

## Utbredning och systematik
Rostvingad timalia delas upp i fyra underarter med följande utbredning:
- Schoeniparus castaneceps castaneceps – Nepal till Assam, Myanmar, sydöstra Tibet och nordvästra Thailand
- Schoeniparus castaneceps exul – södra Kina (sydöstra Yunnan) till norra platån i Thailand samt Laos och nordvästra Tonkin
- Schoeniparus castaneceps soror – höglänta områden på Malackahalvön (norra Perak till södra Selangor och Pahang)
- Schoeniparus castaneceps stepanyani – centrala Vietnam (provinserna Kon Tum och Gia Lai)

Fåglar i östligaste Myanmar, nordvästra Laos samt centrala och södra Yunnan i Kina har ännu inte förts till någon underart. Tidigare behandlades den och dalattimalian (S. klossi) som en och samma art.

### Släktes- och familjetillhörighet
Länge placerades arterna i Schoeniparus, Lioparus, Fulvetta och Alcippe i ett och samma släkte, Alcippe, men flera genetiska studier Senare genetiska studier visar att de är långt ifrån varandras närmaste släktingar och förs nu istället vanligen till tre olika familjer: Schoeniparus i marktimaliorna, Fulvetta och Lioparus i sylviorna, och Alcippe i fnittertrastarna eller i den egna familjen Alcippeidae.

## Levnadssätt
Rostvingad timalia påträffas i undervegetation i fuktig skog, även ungskog och skogskanter, bambustånd och övergivna hyggen. Den lever av insekter, ibland också sav från träd. Fågeln ses i stora flockar, vanligtvis med hela 20-40 men ibland upp till 70 individer utanför häckningstid. Den häckar mellan april och juni på Indiska subkontinenten och i kinesiska Xizang, mellan januari och juni i Sydostasien. Arten är stannfågel.

## Status och hot
Arten har ett stort utbredningsområde och en stor population, men tros minska i antal till följd av habitatförstörelse och fragmentering. Den minskar dock inte tillräckligt kraftigt för att den ska betraktas som hotad. Internationella naturvårdsunionen IUCN kategoriserar därför arten som livskraftig (LC). Världspopulationen har inte uppskattats men den beskrivs som vanlig i centrala och östra Nepal och Bhutan, lokalt vanlig i nordöstra Indien, generellt vanlig i Sydostasien, lokalt vanlig till mycket vanlig i Myanmar och ovanlig till sällsynt i Kina.